# Северо-Курильск
Се́веро-Кури́льск (бывш. Касивабара, с яп. 柏原) — город в России, административный центр Северо-Курильского муниципального округа Сахалинской области. Расположен на курильском острове Парамушир. Основан японцами в 1898 году под названием Касивабара на месте айнской деревни. Население на 2021 год — 2439 человек.

## География
Город расположен на острове Парамушир (Курильские острова), на берегу Второго Курильского пролива, более чем в 1000 км от Южно-Сахалинска, в 312 км от Петропавловска-Камчатского. В 7 км от города находится вулкан Эбеко.

### Климат
Климат Северо-Курильска — умеренный морской. В городе действует одноимённая метеостанция. Многолетняя среднегодовая температура (1987—2007) положительна и составляет около +3,0 °C, что примерно соответствует Южно-Сахалинску, хотя последний расположен намного южнее. Северо-Курильск, впрочем, также расположен не в самом тёплом районе Парамушира. Имеется тенденция к постепенному потеплению.
Из-за влияния циклонов со стороны Тихого океана годовое количество осадков очень велико. Наиболее тёплым месяцем является август, наиболее холодным — февраль. Годовые колебания средних температур составляют всего 16,4 °C. Это одно из наименее контрастных поселений России по разнице между зимой и летом.
Лето прохладное, часты туманы, высока влажность воздуха, часто наблюдаются сильные ветра и пеплопады.
- Среднегодовая температура воздуха — 2,8 °C
- Относительная влажность воздуха — 79 %
- Средняя скорость ветра — 3,7 м/с

| Показатель                    | Янв. | Фев.  | Март  | Апр. | Май  | Июнь | Июль | Авг. | Сен. | Окт. | Нояб. | Дек.  | Год  |
| ----------------------------- | ---- | ----- | ----- | ---- | ---- | ---- | ---- | ---- | ---- | ---- | ----- | ----- | ---- |
| Абсолютный максимум, °C       | 5,2  | 6,0   | 9,2   | 14,6 | 19,0 | 24,3 | 26,4 | 25,1 | 23,1 | 16,9 | 12,2  | 7,0   | 26,4 |
| Средний суточный максимум, °C | −2,2 | −2,8  | −1,1  | 1,8  | 5,4  | 10,5 | 13,2 | 14,8 | 13,2 | 8,7  | 3,1   | −0,5  | 5,3  |
| Средняя температура, °C       | −4,1 | −4,9  | −3,3  | −0,4 | 2,7  | 6,8  | 9,8  | 11,5 | 10,2 | 6,1  | 1,0   | −2,3  | 2,8  |
| Средний суточный минимум, °C  | −6,2 | −7    | −5,5  | −2,3 | 0,5  | 3,9  | 7,1  | 8,7  | 7,3  | 3,4  | −1,2  | −4,5  | 0,4  |
| Абсолютный минимум, °C        | −21  | −18,9 | −17,6 | −11  | −7   | −1,9 | 1,0  | 2,0  | −1   | −4   | −12,2 | −13,1 | −21  |
| Норма осадков, мм             | 134  | 117   | 128   | 112  | 111  | 107  | 144  | 162  | 167  | 248  | 230   | 184   | 1844 |
| Источник: Погода и климат     |      |       |       |      |      |      |      |      |      |      |       |       |      |

| Показатель                        | Янв. | Фев. | Март | Апр. | Май | Июнь | Июль | Авг. | Сен. | Окт. | Нояб. | Дек. | Год |
| --------------------------------- | ---- | ---- | ---- | ---- | --- | ---- | ---- | ---- | ---- | ---- | ----- | ---- | --- |
| Средний суточный максимум, °C     | −2,1 | −1,8 | 0,3  | 2,7  | 6,4 | 10,2 | 14,9 | 15,3 | 13,9 | 9,1  | 3,6   | −0,6 | 6,0 |
| Средняя температура, °C           | −3,8 | −3,7 | −1,5 | 0,9  | 4,0 | 7,5  | 11,8 | 12,5 | 11,1 | 6,6  | 1,7   | −2,3 | 3,7 |
| Средний суточный минимум, °C      | −5,5 | −5,6 | −3,4 | −1   | 1,5 | 4,6  | 8,6  | 9,7  | 8,3  | 4,2  | −0,4  | −4   | 1,4 |
| Источник: www.weatheronline.co.uk |      |      |      |      |     |      |      |      |      |      |       |      |     |

### Природа
Острова Северо-Курильского городского округа образуют северное звено островов Курильской гряды.
Северные острова Курильской гряды характеризуются распространением зарослей кедрового стланика, ольховника, рябины бузинолистной и почти полным отсутствием лесов. По поймам рек произрастают ивы разных видов.
В связи с отсутствием высокоствольной древесной растительности предприятия лесного хозяйства на территории Северо-Курильского городского округа отсутствуют. Основная часть территории представлена землями государственного земельного запаса (99 %).
Животный мир представлен бурым медведем, лисицей, горностаем, зайцем-беляком, черношапочным сурком, акклиматизированным в районе в 2003 году, северным оленем, 10 особей которых выпущены на о. Шумшу 2 октября 2005 года. Весной 2006 года олени дали потомство в количестве 7 оленят.
Встречаются красные и красно-серые полевки, полевки-экономки, бурозубки.
Из птиц обитают тундряная куропатка, ворон, большеклювая ворона, сокол-сапсан, кречет, мохноногий канюк.
Среди морских млекопитающих присутствуют сивуч, ларга, островной тюлень, калан, киты. В районе, на о. Ловушки, находится лежбище морских котиков.

## История
В истории Северо-Курильского городского округа можно выделить 3 основных исторических периода:
- до 1875 года — открытие Северных Курил русскими и начало их освоения
- 1875—1945 годы — Северные Курилы в составе Японии
- после 1945 года — возвращение Северных Курил в состав России

### Русский период
История освоения Россией Курильской гряды началась в 1697 году, когда русский путешественник Атласов В. В. с камчатского мыса, названного позже Лопатка, увидел на западе землю. Это был вулкан Алаид на острове, позднее получившем имя Атласова. 1 августа 1711 года Данила Анциферов и Иван Козыревский с отрядом из 50 казаков вышли из Большерецка и направились в район Курильских островов. Прежде всего был обследован остров Шумшу, затем Парамушир. 18 сентября отряд возвратился в порт отправки.
Летом 1713 года Козыревский предпринял вторую экспедицию на Курильские острова. На этот раз, помимо указанных двух островов он обследовал остров Онекотан. Впоследствии Курилы обследовали по указанию царя в 1721 году геодезисты Федор Лужин и Иван Евреинов. Они обследовали пять Курильских островов.
Позднее всю Курильскую гряду снял на карту отряд Мартына Шпанберга, входивший во Вторую Камчатскую экспедицию Витуса Беринга. Северные и средние Курилы были исследованы И.Ф. Крузенштерном.
В 1749 году на острове Шумшу была открыта первая школа. В 1755 году с Камчатки на Шумшу и Парамушир были вывезены несколько голов рогатого скота и семена овощей, что способствовало развитию скотоводства и огородничества на этих островах.

### Японский период
7 февраля 1855 года был заключен первый договор между Россией и Японией о торговле и границах (Симодский трактат). Государственная граница была проведена между островами Итуруп и Уруп. Сахалин объявлен «неразделенным» (с 1867 года — в «совместном владении»). В 1875 году Северные Курилы были переданы Японии в обмен на отказ последней от всех притязаний на остров Сахалин.
В начале 1880-х годов все айны (местные жители) были переселены на о. Шикотан и некоторое время до начала освоения островов японцами, они оставались безлюдными.
Основным источником существования для первых японских переселенцев было рыболовство, а после получения разрешения от России на добычу лосося на западном побережье Камчатки в начале XX века началось интенсивное развитие рыбопромышленных предприятий.
Постоянное население было небольшим, значительно больше — летом во время путины. Зимой, с окончанием сезона, жизнь в поселках замирала.
В 1898 году на месте крупнейшей деревни айнов японцами был основан город Касивабара, превратившийся в главный порт и рыболовецкую базу острова.
2 сентября 1945 года государственные и военные представители Японии подписали акт о безоговорочной капитуляции Японии во Второй Мировой войне, после которой Сахалин и Курилы перешли в состав СССР. В 1946 году город Касивабара получил русское название — Северо-Курильск.

### Советский период
В начале 1946 года в составе Хабаровского края была образована Южно-Сахалинская область. 5 июня 1946 года Указом Президиума Верховного Совета РСФСР «Об образовании районов в составе Южно-Сахалинской области» образован Северо-Курильский район с центром в городе Северо-Курильске (бывший Касивабара). В состав района вошел 21 остров общей площадью 3501,2 км². и более 40 населенных пунктов.
На основе бывших японских рыбных предприятий создавались рыбокомбинаты, рыбобаза, консервные заводы. В первые послевоенные годы производственные мощности практически не увеличивали. Основное строительство велось в социально-бытовой сфере: жилищный фонд, школы, больница, клубы, дома культуры, стадион. В 1948 году учреждена газета «Курильский рыбак». В 1949 году создан строительно-монтажный участок.
Численность населения в наиболее крупных населенных пунктах — Северо-Курильске, Океанском, Шелихово, Подгорном — достигала 3,5—4 тыс. чел. в каждом.

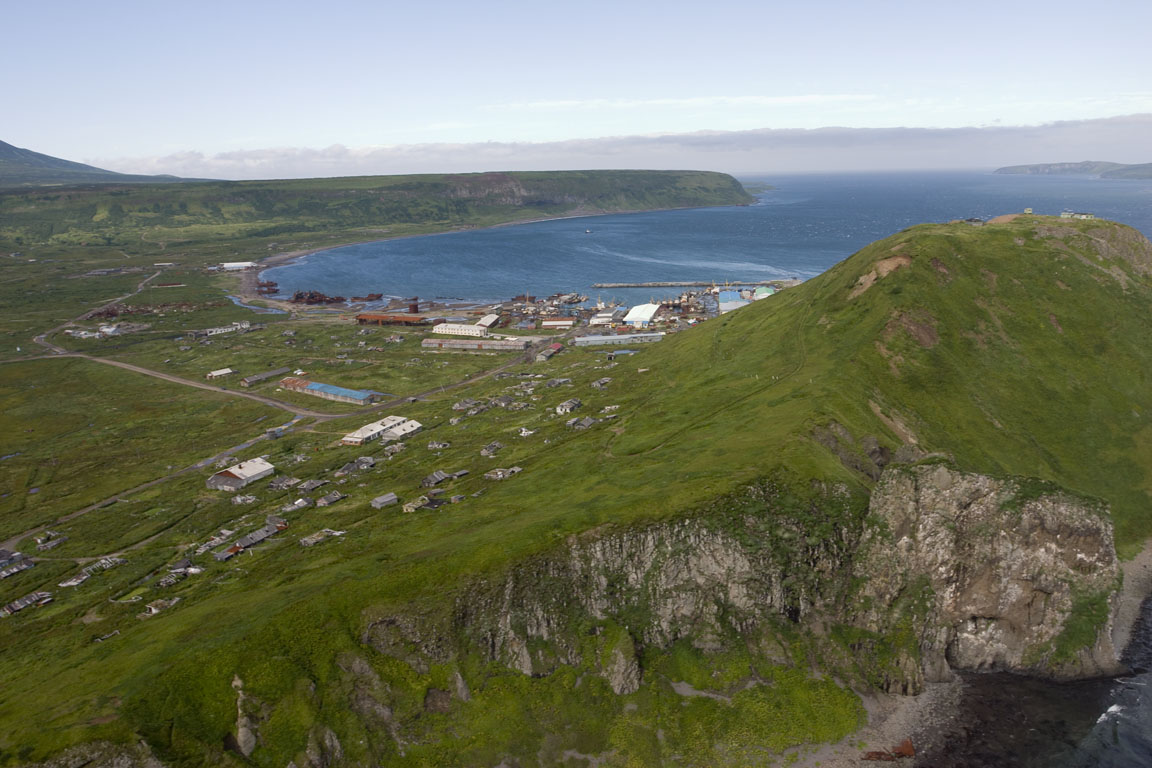
Вид с горы Маяк на портовую часть. До цунами 1952 года на этом месте располагался почти весь город

5 ноября 1952 года в 200 км от Петропавловска-Камчатского в Тихом океане произошло сильное землетрясение, вызвавшее цунами. Максимальная высота волны в бухте Китовой на острове Парамушир достигала 18,4 метра, в Северо-Курильске — 10 метров. Это событие значительно повлияло на размещение населения в Северо-Курильском районе. Цунами разрушило многие населённые пункты. По официальным данным, погибло 2336 человек. Было уничтожено множество жилых домов, объектов промышленной, гражданской и военной инфраструктуры. После цунами многие воинские части были эвакуированы. Часть посёлков и находившихся в них предприятий рыбной промышленности было решено не восстанавливать.
Частично восстановленные посёлки впоследствии также пришли в упадок. С окончанием хода сельди иваси в этом районе в 1961 году начался спад. Закрывались линии переработки, снижались объемы промысла. Производство становилось нерентабельным. Вместе с окончательным закрытием предприятий прекращали свое существование и посёлки. На сегодняшний день единственным населённым пунктом Северо-Курильского городского округа является город Северо-Курильск.
С 1 января 1955 года на базе всех предприятий госрыбтреста был создан Северо-Курильский рыбокомбинат с базами и портпунктом. С 1956 по 1960 годы предприятие специализировалось на добыче и обработке тихоокеанской сельди. В эти же годы получил развитие лов донных и придонных пород рыб: камбалы, трески, наваги, терпуга.
Получила развитие и береговая рыбообрабатывающая база — холодильное хозяйство, жиромучное производство, производство кормового рыбного фарша. В середине шестидесятых осваивается выпуск консервов печени трески и минтая, икры минтая. Совершенствуется добывающий флот, осваиваются новые районы и объекты лова.
После Северо-Курильского цунами 1952 года город был во многом отстроен заново, сместившись подальше от побережья в сторону сопок. Жилые кварталы расположились на древней морской террасе, приподнятой над уровнем моря выше 20 метров. В 1975 году открыты районный дом культуры, музыкальная школа.
1977 год стал рубежным для основного градообразующего предприятия Северо-Курильска — рыбокомбината, когда он был реорганизован в базу сейнерного флота, ставшую одной из крупнейших баз флота на Дальнем Востоке.
Важным событием в культурной жизни явился пуск в 1977 году телевизионной сети «Орбита-2». Жители получили возможность своевременно и в полном объёме получать политическую и культурную информацию по телевидению. В 1984 году введена в эксплуатацию новая средняя школа г. Северо-Курильска. В 1990 году принята в эксплуатацию центральная районная больница.

### После СССР
19 октября 2023 года аэродром Северо-Курильска принял первый самолёт.
30 июля 2025 года город пострадал от землетрясения и последовавшего за ним цунами. По нему ударили четыре волны, в результате чего были затоплены порт и рыбный завод, часть судов была выброшена на берег, также в городе отключилось электричество и был объявлен режим ЧС, большинство жителей эвакуировано.

## Население
| 1959  | 1970  | 1979  | 1989  | 1996  | 1998  | 2000  | 2001  | 2002  |
| ----- | ----- | ----- | ----- | ----- | ----- | ----- | ----- | ----- |
| 7733  | ↘3566 | ↗4045 | ↗5180 | ↘3900 | ↘3800 | ↘3700 | ↘3600 | ↘2592 |
| 2005  | 2006  | 2007  | 2008  | 2009  | 2010  | 2011  | 2012  | 2013  |
| ↘2500 | →2500 | ↘2400 | →2400 | ↘2389 | ↗2536 | ↘2531 | ↗2634 | ↘2560 |
| 2014  | 2015  | 2016  | 2017  | 2018  | 2019  | 2020  | 2021  | 2023  |
| ↘2487 | ↘2448 | ↗2501 | ↗2587 | ↘2507 | ↘2485 | ↗2592 | ↘2374 | ↗2439 |

На 1 января 2025 года по численности населения город находился на 1113-м месте из 1124 городов Российской Федерации.

## Экономика
Экономическая активность в городе в основном связана с добычей и переработкой рыбы и морепродуктов. Имеется рыбный порт.
В городе имеется вертодром. Действует дизельная станция электрической мощностью 3,2 МВт и тепловой 3,5 МВт. На реке Матросская построены две плотины с малыми электростанциями мощностью 1,3 и 0,4 МВт, выдающие до 700 млн кВт·ч в год.

## Инфраструктура
Пассажирское сообщение имеется, в основном, с Камчатским краем. Дело в том, что город хоть и относится к Сахалинской области, но расположен очень близко к полуострову Камчатка. С острова Сахалин два раза в месяц прибывает теплоход «Виктор» из порта г. Корсаков.
В Петропавловск-Камчатский летают вертолеты авиакомпании «Тайга» и "Камчатского авиапредприятия" и ходит теплоход «Гипанис», в период его ремонта (февраль, март) рейсы осуществляет судно "Владимир Чернеев".
Сдан в эксплуатацию аэропорт, который включает взлетно-посадочную полосу длиной 625 м и шириной 30 м с грунтовым покрытием, рулежную дорожку и ограждение. Планируется строительство пассажирского терминала, иной инфраструктуры аэропорта. 19 октября 2023 года впервые на острове совершил посадку самолёт. Ан-28 осуществил рейс из Петропавловска-Камчатского в Северо-Курильск. Планируется организация постоянного авиасообщения.

## Предупреждение цунами
В результате выполнения в 2006-2010 годах мероприятий федеральной программы организована опорная широкополосная цифровая сейсмическая станция службы предупреждения о цунами «Южно-Сахалинск», которая состоит из центральной станции и четырёх выносных пунктов на удалении от 30 до 70 км от ЦС (в Северо-Курильске, Курильске, Южно-Курильске и Малокурильском).
1 марта 1958 года основана сейсмическая станция «Северо-Курильск».

## Достопримечательности
- Памятник казакам-первооткрывателям островов Шумшу и Парамушир — установлен перед администрацией г. Северо-Курильск.
- Памятник рыбакам Северных Курил — установлен в сквере Рыбакам Северных Курил.
- Стена памяти погибшим от цунами 5 ноября 1952 года. —  памятная стена с известными именами погибших от Северо-Курильского цунами 1952 г.
- Обелиск воинам-освободителям Курильских островов от японских милитаристов — открытие памятника состоялось 8 сентября 1946 г., а 1968 году из цунамиопасной зоны памятник был перенесен и установлен в сквере городского парка на улице Сахалинской.
- Памятник воинам-освободителям  — металлический барбет с крупнокалиберным пулеметом на установочной тумбе размещен в Городском Парке.
- Скала Тур — останец 30-и метровый, рядом с г. Северо-Курильск.
- Аллея-мемориал «Победа» — сквер с размещением военной техники и благоустроенной зоной рекреации.[36]
- Краеведческий музей — у истоков создания краеведческого музея в г. Северо-Курильске стоял учитель русского языка и литературы Флавий Георгиевич Сергеев в мае 1983г.[37]
- Храм святителя Иннокентия Московского — приходской деревянный храм во имя святителя Иннокентия Московского был сооружен при въезде в город в память о погибших в авиационной катастрофе на Камчатке сахалинских чиновников вместе с губернатором Игорем Фархутдиновым 20 августа 2003 года.[38]

## Люди, связанные с Северо-Курильском
- Альперин, Михаил Семенович (Владимирович) — родился в г. Одесса в 1900 году. Организатор и хозяйственник, участник становления рыбной промышленности на Южном Сахалине и Курильских островах. Погиб в Северо-Курильске 5 ноября 1952 года при спасении людей во время цунами.[источник не указан 1029 дней]
- Зиброва, Оксана Владимировна — российский балетмейстер, режиссёр театра, заслуженная артистка Республики Северная Осетия — Алания.
- Наздратенко, Евгений Иванович — родился 16 февраля 1949 года в Северо-Курильске. В 1995—2001 годы губернатор Приморского края, в 2003—2004 — заместитель секретаря Совета Безопасности РФ.
- Степанов, Виктор Фёдорович — (21 мая 1947 года — 26 декабря 2005 года). Заслуженный артист РСФСР (1987), народный артист России (1995).
- Стругацкий, Аркадий Натанович — (28 августа 1925 года — 12 октября 1991 года). Русский, советский писатель, сценарист, переводчик. Участник ликвидации последствий цунами в Северо-Курильске 1952 года
- Таланов Петр Кузьмич (1913 г.р., г. Северо-Курильск) — награжден медалью «За боевые заслуги».[39]